# 詹姆士达弗
拿督斯里詹姆士达弗，马来西亚砂拉越州曼望国阵土保党国会议员 ，前旅游部副部长。也曾担任天然資源與環境部副部长。作為後座議員，他曾推動比達友的語言和文化的保存。他也表示将不会在2018年大选上阵。
2019年7月9日凌晨，詹姆士达弗在家逝世，享年70岁。